# Sgurr nan Gillean

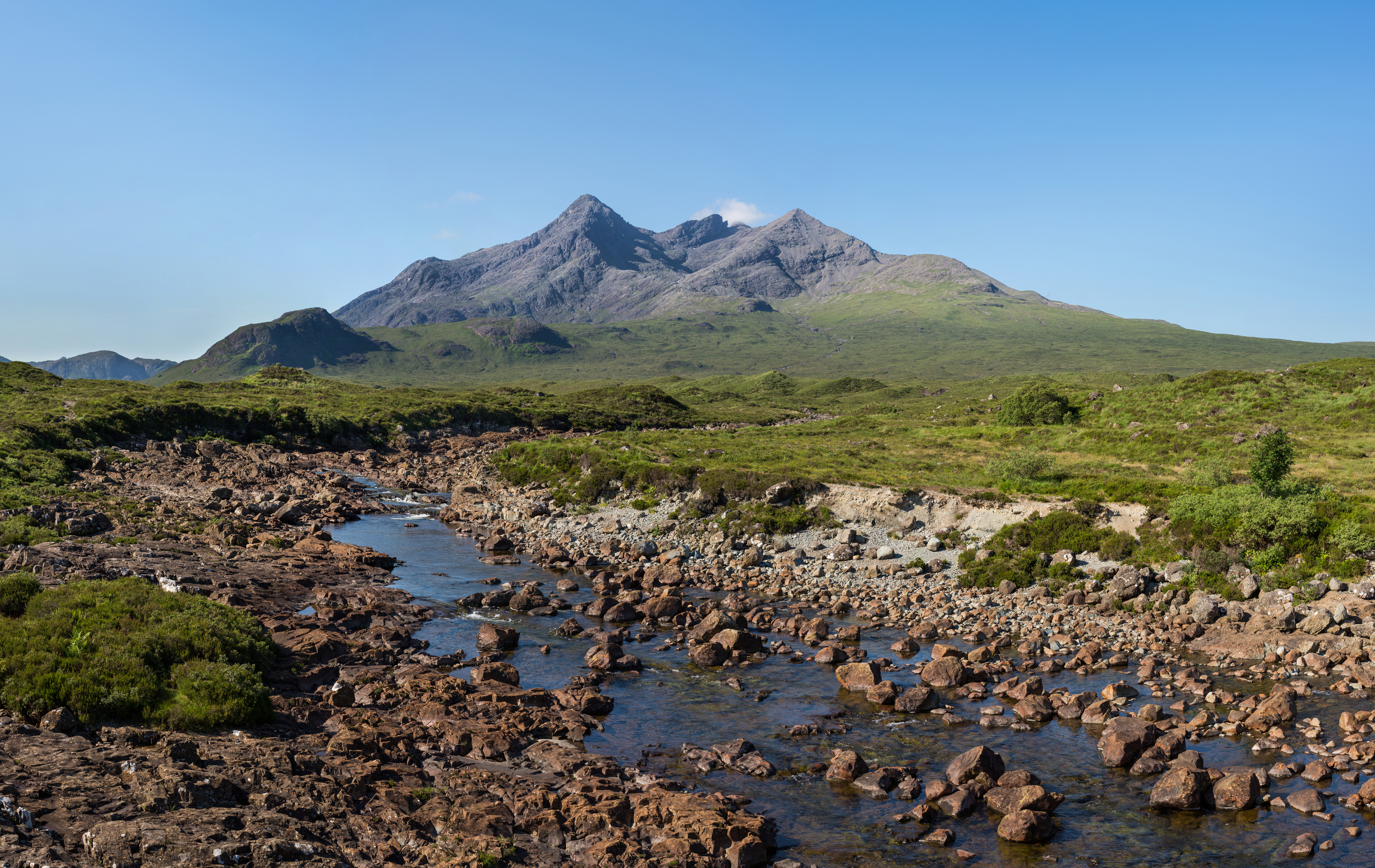
Vista del Sgurr nan Gillean

Sgurr nan Gillean (en gaèlic escocès significa 'Pic dels homes joves'; es pronuncia s̪kuːrˠ nəŋ ˈkʲiʎən) és una muntanya en la secció septentrional de la serralada dels Cuillin a l'illa de Skye, a Escòcia (Regne Unit). Amb una altura de 964 msnm, és un dels onze munros de la cadena Cuillin.
Sgurr nan Gillean és la muntanya més propera a Sligachan, i el seu impressionant perfil triangular és visible darrere de l'hotel de Sligachan, fent d'ella potser el pic més recognoscible de la cadena Cuillin. El cim és una petita plataforma aèria que ofereix magnífiques vistes.
La ruta d'ascens més popular, coneguda de manera equívoca com la Ruta del Turista, segueix una sendera que porta al sud, creuant un petit corrent. La ruta segueix cap amunt fins a un circ, el Coire Rhiabhach. Les seccions finals, des del cap del circ i al llarg de la cresta sud-est al cim són extremadament exposades, i requereixen habilitat per la grimpada. Rutes alternatives al cim inclouen la cresta occidental, que és una paret de roca molt estreta, i la cresta nord de la muntanya, coneguda com a Pinnacle Ridge, i ambdues requereixen una habilitat per a la grimpada encara major.
La cresta occidental porta a un bealach que separa Sgurr nan Gillean d'Am Basteir. Al voltant de dos terços del camí cap avall, hi ha una secció particularment estreta i exposada, que forma les restes d'una gran roca recta, coneguda com the Gendarme, que es va trencar a causa dels efectes de l'erosió per la gelada durant l'estiu de 1986-87, i en deixà només la base. La secció estreta pot evitar-se fent ràpel o remuntant un barranc, conegut com a Nicholson's Chimney (la 'Xemeneia de Nicholson') al costat nord de la cresta.